# Marcus Furius Fusus
Marcus Furius Fusus war gemäß der antiken Überlieferung römischer Konsulartribun im Jahre 403 v. Chr. in einem sechsköpfigen Konsulartribunenkollegium.
In den Fasti Capitolini ist er als „M. Fur[ius – f. - n.] Fusus“ aufgeführt, ebenso bei Diodor. Titus Livius führt statt M. Furius Marcus Postumius auf, was jedoch auf einem Irrtum beruhen dürfte.
Während Appius Claudius Crassus Inregillensis in Rom verblieb, führten die anderen Konsulartribunen den Krieg gegen Veji.